# 春日 (小惑星)
春日（かすが、7674 Kasuga）は小惑星帯に位置する小惑星。北海道の北見観測所で、円舘金と渡辺和郎が発見した。
東京都葛飾区立石にある真宗大谷派の寺院、證願寺の住職で、声楽家、アマチュア天文家、奇術師としても知られる春日了から命名された。